# Teoria de la X'
La teoria de la X', X, X barrada o X barra (en anglès, X-bar theory) en sintaxi és una teoria que intenta explicar com totes les estructures d'una llengua corresponen en el fons al mateix esquema malgrat la seva diversitat aparent. Va ser proposada per Noam Chomsky i desenvolupada per Ray Jackendoff durant la dècada dels 70 i constitueix una de les evolucions claus del generativisme. Als anys 90 va ser simplificada per part del programa minimalista.

## Principis generals
El principi rector de tota la teoria és que els elements del discurs no s'uneixen uns als altres només linealment sinó que tenen una jerarquia estructural, en la qual uns dominen als altres i imposen les seves particularitats gramaticals. Així, a la construcció "capsa vermella de fusta" s'observa que "capsa" és el mot que articula tot el conjunt, ja que els altres elements en depenen. En aquest sentit, "capsa" domina els complements "vermella" i "de fusta", que no tenen relació entre ells sinó amb el substantiu principal. Per formar aquesta jerarquia estructural els parlants efectuen operacions d'ajustament amb les peces lèxiques, agrupats binàriament. De manera recursiva es van efectuant nous ajustaments, unions entre peces cada cop més complexes, en les quals l'element dominant o nucli manté el pes malgrat les noves projeccions.

## Les construccions lingüístiques
Les construccions d'una llengua donada es divideixen en sintagmes, que presenten una estructura concreta que es pot formular amb tres regles:
- un sintagma X (SX) es compon d'un especificador i la X' (essent X la paraula que fa de nucli i determina la categoria gramatical del sintagma final
- La X' està formada per un nucli X i complements diversos
- A la X' se li poden afegir adjunts (que són prescindibles estructuralment)

El nom de la teoria ve donat per la primera regla. La X' és una projecció de X que no es realitza fonèticament. Aquesta projecció manté els elements fonamentals de X: la categoria gramatical (que serà la que donarà nom al sintagma), els seus trets formals (com ara les marques que inciten a la concordança) i les seves propietats de selecció (amb quins elements podrà combinar-se).
La representació gràfica de l'anàlisi sintàctica es fa mitjançant arbres binaris verticals on la línia inferior l'ocupen els mots individuals i la part superior de la jerarquia és el SX. Cada punt intermedi de l'arbre correspon a un constituent.